# L'Année sociologique
L'Année sociologique är en fransk human- och samhällsvetenskaplig tidskrift, grundad av Émile Durkheim 1898.
Tidskriften var språkrör för den så kallade franska sociologiska skolan fram till 1913, då Durkheim avgick som utgivare och  L'Année sociologique därefter lades ned. Durkheims medarbetare, Marcel Mauss, lät 1925-27 utge en ny serie av tidskriften.